# Anopheles baezai
Anopheles baezai är en tvåvingeart som beskrevs av Gater 1933. Anopheles baezai ingår i släktet Anopheles och familjen stickmyggor. Inga underarter finns listade i Catalogue of Life.